# Krive Ozero
Krive Ozero (en ucraniano: Криве Озеро, romanizado: Kryve Ozero) es un pueblo ucraniano perteneciente al óblast de Mikolaiv. Situado en el sur del país, forma parte del raión de Pervomaisk y es centro del municipio (hromada) homónimo.  

## Toponimia
El nombre de la ciudad en ruso es Krivoye Ozero (en ruso: Кривое Озеро).

## Geografía
El asentamiento está situado a orillas del río Kodima, un afluente derecho del Bug Meridional. 

## Historia
Krive Ozero fue fundada en 1762, cuyos primeros habitantes del pueblo fueron inmigrantes de Moldavia. Estas tierras pertenecían al magnate Lyubomirsky, quien permitió que la pequeña nobleza y los moldavos, así como los siervos fugitivos, se establecieran aquí, proporcionándoles algunos beneficios temporales.
En diciembre de 1919, en Krive Ozero, la banda de Kozakov llevó a cabo un pogromo contra la población judía y unas seiscientas personas fueron masacradas. En la década de 1920, Krive Ozero pertenecía a la gobernación de Odesa. En 1923, se abolieron los uyezds de la RSS de Ucrania y las gobernaciones se dividieron en ókrugs. En 1923 se fundó el raión de Krive Ozero, que pertenecía al ókrug de Pervomaisk. En 1925, las gobernaciones fueron abolidas y los ókrugs quedaron directamente subordinadas a la República Socialista Soviética de Ucrania. En 1930, se abolieron las okruhas y el 27 de febrero de 1932 se estableció el óblast de Odesa y Krive Ozero se incluyó en el óblast de Odesa. 
Durante la Segunda Guerra Mundial, Krive Ozero formó parte de la gobernación de Transnistria (1941-1944) rumana, llamándose Crivoe-Oziero.
En febrero de 1954, el raión de Krive Ozero fue transferido al óblast de Mikolaiv. En 1976, a Krive Ozero se le concedió el estatus de asentamiento de tipo urbano.
Hasta el 18 de julio de 2020, Krive Ozero fue el centro administrativo del raión de Krive Ozero. El raión se abolió en julio de 2020 como parte de la reforma administrativa de Ucrania, que redujo el número de riones del óblast de Mikolaiv a cuatro. El área del raión se fusionó con el raión de Pervomaisk.En 2023, Krive Ozero perdió el estatus de asentamiento de tipo urbano en la legislación ucraniana debido a la eliminación de este estatus administrativo.

## Demografía
La evolución de la población de Krive Ozero entre 1897 y 2022 fue la siguiente:
| 4413                                                          | 11 399 | 7958 | 7717 | 7909 | 7262 |
| (Fuente: Cities & Towns of Ukraine y UKRAINE: Größere Städte) |        |      |      |      |      |

Según el censo de 2001, la lengua materna de la mayoría de los habitantes, el 96,95%, es el ucraniano; del 2,09% es el ruso.

## Infraestructura

### Transportes
La estación de tren más cercana está en Liubashivka, 14 kilómetros al sur, con conexiones con Pervomaisk y Podilsk.

## Personas destacadas
- Israel Wachser (1892-1919): escritor ruso de cuentos y literatura infantil en yidis y hebreo.